# Flatpicking

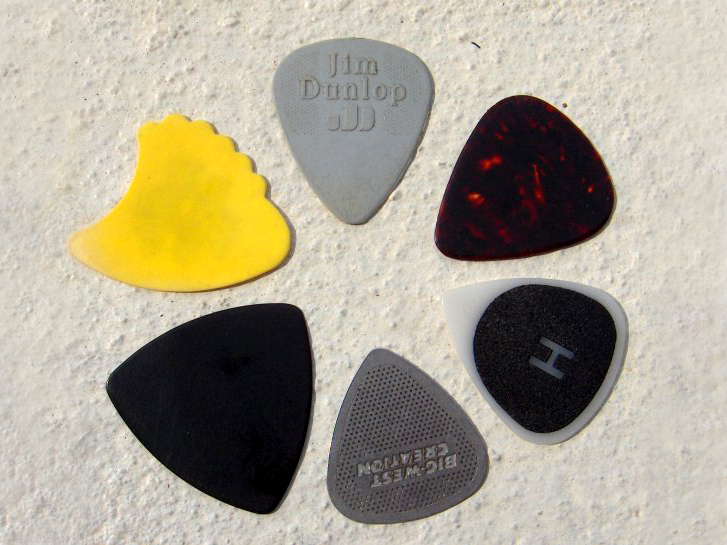
Verschiedene Plektren zur Ausführung des Flat-Picking

Flatpicking ist eine Spieltechnik auf der Gitarre und bezeichnet das Spielen auf der Gitarre mit einem Plektrum. Diese Spielweise hat sich in den Vereinigten Staaten von Amerika in der ersten Hälfte des zwanzigsten Jahrhunderts entwickelt. 

## Herkunft
Der Begriff geht auf eine amerikanische Bezeichnung des Plektrums („Flatpick“) zurück.

## Methode
Der Begriff „Flatpicking“ bezeichnet zunächst nur das Spiel der Gitarre mit einem Plektrum. Jedoch wird darunter ebenfalls eine Technik verstanden, die vom reinen Begleitspiel bis zum Melodiespiel alle denkbaren Spielweisen umfasst. Beim Flatpicking können schnelle Melodien rasant und dynamisch in das Akkordspiel übergehen. Beim Akkordspiel können zusätzlich zu den Akkorden Melodieverläufe in das Spiel eingeflochten werden. Diese Möglichkeit wird von versierten Spielern genutzt, um die Akkorde mit Bassfiguren zu unterlegen oder – bei der Liedbegleitung – die Gesangsmelodie aufzugreifen.

### Grenzen dieses Stils
Eine Beschränkung in der Anwendung verschiedener Techniken kann darin gesehen werden, dass der Wechsel zum Fingerstyle während des Spiels eingeschränkt ist, da der zum Zupfen der Bass-Saiten benötigte Daumen der rechten Hand beim Flatpicking dem Halten des Plektrums dient. Eine mögliche Lösung hierbei wäre die Verwendung eines entsprechenden „Daumenpicks“ oder die Nutzung des Mittel- und Ringfingers zum Zupfen während Daumen und Zeigefinger das Plektrum halten.

### Mögliche Synthesen
Die Verbindung von Flatpicking und Fingerstyle stellt das Hybridpicking dar.